# Georges Descrières
Georges Descrières, de son vrai nom Georges Bergé, est un acteur français, né le 15 avril 1930 à Bordeaux et mort le 19 octobre 2013 au Cannet. Il a été sociétaire de la Comédie-Française de 1958 à 1985.

## Biographie

### Formation
Georges Bergé se forme au Conservatoire de Bordeaux, où il est lauréat de deux premiers prix. Il entre ensuite au Conservatoire national d'art dramatique à Paris, dans les classes de Denis d'Inès et Georges Le Roy. Il prend comme nom de scène Descrières, le nom de sa mère. Il entre le 1er janvier 1955 comme pensionnaire à la Comédie-Française.
Il épouse la comédienne Geneviève Brunet ; il est le père de Sylvia Bergé, qui sera également sociétaire de la Comédie-Française.

### Cinéma
Il débute au cinéma en 1954 avec un petit rôle dans Le Rouge et le Noir de Claude Autant-Lara. Aux côtés de Brigitte Bardot, il joue en 1958 dans Voulez-vous danser avec moi ?, il interprète Almaviva dans Le Mariage de Figaro sous la direction de Jean Meyer (1959). Dans la version de Bernard Borderie des Trois Mousquetaires, il est Athos. Georges Descrières, dans les années 1960, est, entre autres, le partenaire d'Anna Karina dans Ce soir ou jamais, de Michel Deville (1961), et d'Audrey Hepburn dans Voyage à deux, de Stanley Donen (1967). Dans les années 1970 il est le Pygmalion de la jeune Claude Jade dans Maître Pygmalion (1975) de Jacques Nahum, Jacques Rouffio lui donne un rôle dans Le Sucre (1978) et, dans Dis-moi que tu m'aimes (1974), il est le Maître Olivier.
Au cinéma, à partir des années 1960, malgré une certaine renommée, il renonce aux premiers rôles, préférant souvent des seconds rôles et de petits rôles de second plan pour se consacrer davantage au théâtre. De 1958 à 1985, il est sociétaire de la Comédie-Française, où il joue dans de très nombreuses pièces. Il terminera sa carrière comme doyen de la troupe.

### Arsène Lupin
Par la suite, il s'investit de plus en plus dans la télévision.
En 1971, il interprète le rôle de Louis Bonaparte, roi de Hollande, dans la série télévisée Schulmeister, l'espion de l'empereur, dans l’épisode numéro 4, Au pays de l’eau tranquille.
Son rôle le plus célèbre est, sans doute, celui d'Arsène Lupin, dans le feuilleton télévisé diffusé sur la 2e chaîne française de 1971 à 1974. Au vu du succès de la série, des cinéastes aussi divers que Gérard Oury ou Claude Sautet le sollicitent et l'encouragent à reprendre des premiers rôles au cinéma, mais Georges Descrières refuse, indiquant que sa préférence va vers le théâtre.
On le remarque dans De doux dingues, dans le cadre de la collection Au théâtre ce soir à la télévision.
En 1982, sa prestation dans le film de Robert Thomas Mon curé chez les nudistes désole la critique : les Cahiers du cinéma déplorent le gâchis du talent de ce comédien qui pouvait prétendre à une carrière similaire à celle de Jean-Paul Belmondo, et expriment leur regret de le voir s'afficher dans un tel navet. Belmondo lui-même regrettera de ne pas le voir dans des films de Georges Lautner, ou Claude Sautet, par exemple.
En 1987, Descrières, dans le film L'Homme qui n'était pas là de René Féret, joue Alexandre, père et beau-père d'Alice et Charles, interprétés par Claude Jade et René Féret.
Après avoir vécu à Cravant (Yonne), il se retire dans le Midi à la fin des années 1980 et dirige, après l'avoir créé, le conservatoire du théâtre de Grasse.
Il est promu officier de la Légion d'honneur en janvier 2004 et élevé à la dignité de grand officier de l'ordre national du Mérite en mai 2011.
Georges Descrières, atteint d'un cancer, meurt le 19 octobre 2013 au matin, à l'âge de 83 ans auprès de son épouse, dans sa maison de Cannes.

## Théâtre

### Comédie-Française
- Date d'engagement à la Comédie-Française : 1er janvier 1955
- Date de sociétariat : 1er janvier 1958
- 430e sociétaire
- Doyen : 1er janvier 1979 - 31 décembre 1984
- Date de départ : 31 décembre 1985
- Rôles :

1. Flavian, Horace, Corneille, mise en scène Jean Debucourt, 19 janvier 1955
2. le gentilhomme, Les Amants magnifiques, Molière, mise en scène Jean Meyer, 26 janvier 1955
3. un personnage de Chevoche, L'Annonce faite à Marie, Paul Claudel, mise en scène Julien Bertheau, 17 janvier 1955
4. Azarias, Athalie, Jean Racine, mise en scène Véra Korène, 23 avril au 21 décembre 1955
5. Lucien, Le Pavillon des enfants, Jean Sarment, mise en scène Julien Bertheau, 24 mai 1955
6. Sillace, Suréna, Corneille, mise en scène Maurice Escande, 6 juin 1955
7. Jacques Hury, L'Annonce faite à Marie, Paul Claudel, mise en scène Julien Bertheau, 28 juin 1955
8. Charles, Le Pavillon des enfants, Jean Sarment, mise en scène Julien Bertheau, 26 juin 1955
9. le Prévost de l’Isle, Port-Royal, Henry de Montherlant, mise en scène Jean Meyer, 29 juin 1955
10. Marc-Antoine, La Mort de Pompée, Corneille, mise en scène Jean Marchat, Orange, 31 juillet 1955 ; Paris, le 24 septembre 1955
11. l'Exempt, Tartuffe, Molière, 3 septembre 1955
12. Monsieur de Créancey, Est-il bon ? Est-il méchant ?, Denis Diderot, mise en scène Henri Rollan, 24 novembre 1955
13. Gilles de Rais, Jeanne d'Arc, Charles Péguy, mise en scène Jean Marchat, 30 novembre 1955
14. Guillaume Évrard, Jeanne d'Arc, Charles Péguy, mise en scène Jean Marchat, 23 février 1956
15. Damis, Les Serments indiscrets, Marivaux, mise en scène Jean Piat, 17 avril 1956
16. Polyclète, Cinna, Corneille, mise en scène Maurice Escande, 8 juin 1956
17. Alcippe, Le Menteur, Corneille, mise en scène Jacques Charon, 10 juin 1956
18. Évandre, Cinna, Corneille, 21 juin 1956
19. Dorante, Le Bourgeois gentilhomme, Molière, mise en scène Jean Meyer, 27 juin 1956 ; reprise, mise en scène Jean-Louis Barrault, 6 décembre 1973 ; reprise, mise en scène Jean-Laurent Cochet, 24 septembre 1980
20. de Nanjac, Le Demi-monde, Alexandre Dumas fils, mise en scène Maurice Escande, 3 octobre 1956
21. Monsieur de Chavigny, Un caprice, Alfred de Musset, 24 octobre 1956
22. Procule, Horace, Corneille, mise en scène Jean Debucourt, 6 novembre 1956
23. Éraste, Les Fâcheux, Molière, mise en scène Jacques Charon, 8 novembre 1956
24. le Chevalier, La Seconde Surprise de l'amour, Marivaux, mise en scène Hélène Perdrière, 11 février 1957
25. Lélio, La Fausse Suivante, Marivaux, 9 mars 1957 au Château de Groussay
26. Valentin, Il ne faut jurer de rien, Alfred de Musset, 27 septembre 1957
27. Philippe, Le Sexe faible, Édouard Bourdet, mise en scène Jean Meyer, 12 octobre 1957
28. le Marquis, La Critique de l'école des femmes, Molière, 17 novembre 1957
29. Monsieur Heller, Domino, Marcel Achard, mise en scène Jean Meyer, 20 décembre 1957
30. Jacques, Un voisin sait tout, Gérard Bauër
31. Amphitryon, Amphitryon, Molière, 15 janvier 1958
32. le Comte Almaviva, Le Mariage de Figaro, Beaumarchais, 1958
33. Gladiator, Les Trente Millions de Gladiator, Eugène Labiche et Philippe Gille
34. Don Rodrigue, Le Cid, Corneille, 19 mars 1959 (7 fois), 1960 (3 fois), 1961 (1 fois), 1964 (5 fois)
35. le Comte, Il faut qu'une porte soit ouverte ou fermée, Alfred de Musset, 1959
36. Henri de Flavigneul, Bataille de dames, Eugène Scribe
37. Marcelin Lézignan, La Jalousie, Sacha Guitry
38. Molière, L'Impromptu de Versailles, Molière
39. Lafont, La Parisienne, Henry Becque, 2 février 1960
40. Polyeucte, Polyeucte, Corneille, 5 novembre 1960 (4 fois), 1961 (5 fois), 1963 (3 fois), 1964 (2 fois), 1965 (4 fois), 1966 (3 fois)
41. Le Marquis, Le Legs, Marivaux, 13 janvier 1961
42. Léandre, Les Fourberies de Scapin, Molière, en tournée au Canada et aux États-Unis, 1961
43. Valère, Tartuffe, Molière, en tournée au Canada et aux États-Unis, 1961
44. le Général Irrigua, Un fil à la patte, Georges Feydeau, mise en scène Jacques Charon, 10 décembre 1961 (14 fois), 1962 (58 fois), 1963 (8 fois), 1964 (7 fois), 1965 (3 fois)
45. Valère, L'Avare, Molière, mise en scène Jacques Mauclair, 15 janvier 1962
46. Roger de Marquet, La Fourmi dans le corps, Jacques Audiberti, 27 mars 1962
47. Soldignac, Le Dindon, Georges Feydeau, 22 juin 1963 (en tournée dès 1961)
48. le Comte de Guiche, Cyrano de Bergerac, Edmond Rostand, mise en scène Jacques Charon, 8 février 1964, 1967, 1972, mise en scène Jean-Paul Roussillon, 1976
49. Clitandre, les femmes savantes, Molière, 1964
50. Pyrrhus, Andromaque, Racine, mise en scène Pierre Dux, 9 décembre 1964 (6 fois), 1965 (11 fois), 1966 (8 fois), en tournée en URSS, juin 1964
51. La Grange, La Troupe du Roy, Paul-Émile Deiber, en tournée en URSS, juin 1964
52. le Roi de Castille, Le Prince travesti, Marivaux, mise en scène Jacques Charon, 26 avril 1966
53. Dorante, Le Jeu de l'amour et du hasard, Marivaux, 1er juillet 1966
54. Dom Juan, Dom Juan, Molière, mise en scène Antoine Bourseiller, du 4 février 1967 au 27 juillet 1974 (106 fois)
55. Monsieur Floche, Le commissaire est bon enfant, Georges Courteline, mise en scène Jean-Paul Roussillon, 17 décembre 1966
56. Trissotin, Les Femmes savantes, Molière (en tournée)
57. Théocle, La Princesse d'Élide, Molière, émission de télévision officielle, 20 janvier 1970
58. l'Officier, Le Songe, August Strindberg - Maurice Clavel, mise en scène Raymond Rouleau, 30 novembre 1970
59. Albert Blondel, La Jalousie, Sacha Guitry, mise en scène Michel Etcheverry, 19 avril 1971
60. le Comte, Les Fausses Confidences, Marivaux
61. Thomas Becket, Becket ou l'Honneur de Dieu, Jean Anouilh, mise en scène Jean Anouilh/Roland Piétri, 27 septembre 1971
62. L'Impromptu de Marigny, Jean Poiret, mise en scène Jacques Charon, 27 novembre 1974
63. Monsieur Purgon[7], Le Malade imaginaire, Molière, mise en scène Jean-Laurent Cochet, 1976
64. Alceste, Le Misanthrope, Molière, mise en scène Pierre Dux, 7 mai 1977
65. Carlos Homenides de Histangua, La Puce à l'oreille, Georges Feydeau, mise en scène Jean-Laurent Cochet, 1er décembre 1978
66. Claudio, Les Caprices de Marianne, Alfred de Musset, mise en scène François Beaulieu, 11 novembre 1980
67. le Commandant Mathieu, Le Voyage de monsieur Perrichon, Eugène Labiche et Édouard Martin, mise en scène Jean Le Poulain, 15 février 1982

- Littéraire :
  - Dorante, La Critique de l'école des femmes (extraits), Molière, 20 octobre 1956
  - Ariste, La Vengeance des Marquis, Villiers, 20 octobre 1956
  - Imité d'Anacréon (L'Amour mouillé), La Fontaine, 10 décembre 1956

### Hors Comédie-Française
- 1953 : Une visite de noces d'Alexandre Dumas fils, mise en scène Jean Mercure, théâtre Saint-Georges
- 1954 : Le Seigneur de San Gor de Gloria Alcorta, mise en scène Jacques Mauclair et Henri Rollan, théâtre des Arts
- 1959 : La guerre de Troie n’aura pas lieu de Jean Giraudoux, mise en scène Jean Marchat, Festival de Bellac
- 1962 : La Nuit de feu de Marcelle Maurette, mise en scène Henri Doublier, Port-Royal des Champs
- 1965 : Au revoir Charlie de George Axelrod, mise en scène François Périer, théâtre des Célestins, tournée Karsenty
- 1967 : Dom Juan de Molière, mise en scène Georges Descrières, Festival de Bellac
- 1968 : Le Cerceau de Sophie Darbon, mise en scène Georges Descrières, théâtre municipal d'Aix-en-Provence
- 1993 : L'Aiglon d'Edmond Rostand, mise en scène Jean Danet, Tréteaux de France, : Metternich
- 1996 : Le Comédien de Sacha Guitry, mise en scène Pierre Mondy, : un acteur, Théâtre des Nouveautés

## Filmographie

### Cinéma
- 1954 : Le Rouge et le Noir de Claude Autant-Lara : M. de Croisenois
- 1955 : Le Fils de Caroline chérie de Jean Devaivre : lieutenant Tinteville
- 1955 : Les Aristocrates de Denys de La Patellière : Philippe de Maubrun
- 1957 : Bonjour Toubib de Louis Cuny : Julien Forget
- 1958 : Le Bourgeois gentilhomme de Jean Meyer : Dorante
- 1959 : Le Mariage de Figaro de Jean Meyer : Le comte Almaviva
- 1959 : Voulez-vous danser avec moi ? de Michel Boisrond : Gérard Lalemand
- 1960 : La Corde raide de Jean-Charles Dudrumet : Simon
- 1961 : Les Trois Mousquetaires : Les Ferrets de la reine de Bernard Borderie : Athos
- 1961 : Les Trois Mousquetaires : La Vengeance de Milady de Bernard Borderie : Athos
- 1961 : Le Pavé de Paris d'Henri Decoin : Le chef de cabinet
- 1961 : Ce soir ou jamais de Michel Deville : Guillaume
- 1962 : Le Soleil dans l'œil de Jacques Bourdon : Denis
- 1967 : Voyage à deux (Two for the Road) de Stanley Donen : David
- 1968 : L'Homme à la Buick de Gilles Grangier : Lucien Bordier
- 1968 : La Puce à l'oreille (A Flea in Her Ear) de Jacques Charon : Don Carlos de Castilian
- 1974 : Dis-moi que tu m'aimes de Michel Boisrond : Maître Olivier
- 1975 : Maître Pygmalion d'Hélène Durand et Jacques Nahum : Christian / Pygmalion I
- 1976 : Attention les yeux ! de Gérard Pirès : Le gérant du Sex Shop
- 1977 : Le Couple témoin de William Klein : Le Ministre de l'Avenir
- 1978 : L'Horoscope de Jean Girault : Pierre Quentin-Moreau, le notaire
- 1978 : Les Ringards de Robert Pouret
- 1978 : Le Sucre de Jacques Rouffio : Vandelmont
- 1982 : Qu'est-ce qui fait craquer les filles... de Michel Vocoret : Joncard, le directeur de l'hôtel
- 1982 : Mon curé chez les nudistes de Robert Thomas : Monseigneur
- 1987 : L'Homme qui n'était pas là de René Féret : Alexandre

### Télévision
- 1958 : La Caméra explore le temps : L'exécution du duc d'Enghien : Le Duc d'Enghien
- 1959 : Les Trois Mousquetaires de Claude Barma : Lord de Winter
- 1959 : Marie Stuart, téléfilm de Stellio Lorenzi d'après Friedrich Schiller : Leicester
- 1960 : La Caméra explore le temps: L'assassinat du duc de Guise : Le Duc de Guise
- 1962 : Le Sexe faible d' Edouard Bourdet : Philippe
- 1963 : Le Maître de Ballantrae d'Abder Isker : Le Maître de Ballantrae
- 1965 : Le Legs de Jean-Paul Sassy : Le marquis
- 1965 : Donadieu de Stellio Lorenzi : Lavalette[8]
- 1967 : Au théâtre ce soir : Domino de Marcel Achard, mise en scène Jean Piat, réalisation Pierre Sabbagh, Théâtre Marigny
- 1971 : Au théâtre ce soir : De doux dingues de Joseph Carole, mise en scène Jean Le Poulain, réalisation Georges Folgoas, Théâtre Marigny
- 1971-1974 : Arsène Lupin : Arsène Lupin
- 1972 : Les Évasions célèbres (épisode L'Evasion du duc de Beaufort) : Le duc de Beaufort
- 1972 : Le Prince travesti de François Chatel : Leilo
- 1973 : Le Double Assassinat de la rue Morgue de Jacques Nahum : Le dandy
- 1973 : Molière pour rire et pour pleurer de Marcel Camus : Le chevalier
- 1974 : Schulmeister, espion de l'empereur de Jean-Pierre Decourt
- 1977 : Le Misanthrope de Jean-Paul Carrère : Alceste
- 1977 : Richelieu, le Cardinal de Velours de Jean-Pierre Decourt : Bellegarde
- 1978 : Ce diable d'homme de Marcel Camus
- 1978 : Sam et Sally de Nicolas Ribowski, Robert Pouret, Jean Girault : Sam
- 1980 : Sam et Sally de Joël Santoni : Sam
- 1981 : Le Bourgeois gentilhomme de Pierre Badel : Dorante
- 1981 : Au théâtre ce soir : Hallucination de Claude Rio, mise en scène Jacques Ardouin, réalisation Pierre Sabbagh, Théâtre Marigny
- 1982 : Le Chef de famille de Nina Companéez : Pierrot
- 1982 : Les Caprices de Marianne de Pierre Badel : Claudio
- 1982 : Emmenez-moi au théâtre : Le voyage de Monsieur Perrichon de Pierre Badel : Le commandant Mathieu
- 1989 : Champagne Charlie d'Allan Eastman : Pierre-Henri
- 1995 : Quatre pour un loyer de Georges Barrier
- 1996 : Le Comédien de Georges Lautner : un acteur

## Distinctions
- Officier de la Légion d'honneur
- Grand officier de l'ordre national du Mérite